# Kinh tế Colombia
Colombia là một nền kinh tế có mức thu nhập người dân trên mức trung bình, là nền kinh tế lớn thứ tư Mỹ Latin. Dầu mỏ là mặt hàng xuất khẩu chính của Colombia, chiếm hơn 50% kim ngạch xuất khẩu của Colombia. Sản xuất chiếm gần 12% kim ngạch xuất khẩu của Colombia, và tăng trưởng với mức trên 10% một năm. Colombia có ngành công nghiệp công nghệ thông tin phát triển nhanh nhất trên thế giới và có mạng lưới cáp quang dài nhất ở Mỹ Latin.  Colombia cũng có một trong những ngành công nghiệp đóng tàu lớn nhất thế giới.
Colombia trong thập kỷ qua đã trải qua một sự bùng nổ kinh tế lịch sử bất chấp các vấn đề trong quá khứ. Năm 1990, Colombia là nền kinh tế lớn thứ năm của Mỹ Latin và có GDP bình quân đầu người chỉ có 1500 USD, vào năm 2016, đây là nền kinh tế lớn thứ 4, và lớn thứ 42 trên thế giới. Tính đến năm 2016, GDP (PPP) bình quân đầu người có tăng lên đến hơn 14.000 USD và GDP (PPP) đã tăng từ 120 tỷ USD vào năm 1990 lên gần 700 tỷ USD. Mức độ đói nghèo ở mức cao đến 65% vào năm 1990, nhưng giảm xuống còn dưới 15%. Các ngành công nghiệp hiện đại như đóng tàu, điện tử, ô tô, du lịch, xây dựng và khai thác mỏ, đã tăng trưởng mạnh trong những năm 2000 và thập niên 2010, tuy nhiên, hầu hết hàng xuất khẩu của Colombia vẫn dựa trên hàng hóa.
Colombia là nước sản xuất thiết bị điện tử và thiết bị sản xuất trong nước lớn thứ 2 Mỹ Latin chỉ đứng sau Mexico. Người ta ước tính rằng vào năm 2023, Colombia sẽ là quốc gia 20-50 thứ 10 sau Thổ Nhĩ Kỳ và Mexico. Colombia có nền kinh tế lớn tăng trưởng nhanh nhất trong thế giới phương Tây, và chỉ đứng sau Trung Quốc trên toàn thế giới..